# Dryobotodes suberis
Dryobotodes suberis là một loài bướm đêm trong họ Noctuidae.